# Riu de Pal
De Riu de Pal is een rivier in de Andorrese parochie La Massana en de belangrijkste zijrivier van de Riu d'Arinsal. De Riu de Pal ontstaat in de bergen ten westen van Pal, waarnaar ze is genoemd, en stroomt door het centrum van Pal en door het dorp Xixerella alvorens in Erts de Riu d'Arinsal te bereiken.

## Zijrivieren
Met de stroming mee monden in de Riu de Pal de volgende rivieren uit. Veel van de kleinere rivieren komen 's zomers droog te liggen.
- Canal dels Llomassos (links)
  - Canal de les Boïgues (l.)
- Riu del Sola (rechts)
- Canal de la Font del Llop (l.)
- Riu del Prat del Bosc (r.)
  - Riu del Cardemeller (l.)
- Barranc del Carcabanyat (r.)
- Canal dels Agrels (r.)
- Barranc de la Font Antiga (l.)
- Canal de l'Obaga de l'Óssa (r.)
- Canal de la Pixistella (r.)

## Afwatering
Riu de Pal → Riu d'Arinsal → Valira del Nord → Valira → Segre → Ebro → Middellandse Zee

Allau del Mas · Barranc de la Font Antiga · Barranc del Carcabanyat · Barranc del Clot de les Deveses · Barranc del Llempo · Canal Carnissera · Canal de Cantallops · Canal de la Castelleta · Canal de la Costa de l'Avier · Canal de la Font · Canal de la Font de Gambada · Canal de la Font de l'Angleveta · Canal de la Font del Boix · Canal de la Font del Llop · Canal de la Llosa · Canal de l'Alt (Arinsal) · Canal de l'Alt (Sispony) · Canal de la Mata · Canal de la Peça Rodona · Canal de la Pixistella · Canal de l'Avet · Canal de la Vinya · Canal del Bosc de Coma · Canal del Coll de les Cases · Canal del Coll de Turer · Canal del Corb · Canal del Cortal Vell · Canal de les Boïgues · Canal de les Casasses · Canal de les Claperes · Canal de les Codelles · Canal de les Fijoles · Canal de les Llongues · Canal de les Obagues · Canal de les Veces · Canal de l'Isard · Canal del Jou · Canal del Lloset · Canal de l'Obaga de l'Óssa · Canal del Port · Canal del Port Vell · Canal dels Agrels · Canal dels Banys · Canal dels Boïgals · Canal dels Llomassos · Canal del Solà de les Comes · Canal dels Picons · Canal del Teixó · Canal del Terrer Roig · Canal de Maria · Canal de Palomer · Canal de Peseda · Canal de Serrats · Canal Gran (Arinsal) · Canal Gran (Escàs) · Canal Gran Callisa de Palomer · Canal Pregona (Arinsal) · Canal Pregona (Escàs) · Canals de l'Alt · Canals Males · Riu d'Arinsal · Riu de Comallemple · Riu de Comapedrosa · Riu de Font Amagada · Riu de Galliner · Riu de la Bixellosa · Riu de l'Aspra · Riu del Bancal Vedeller · Riu del Cardemeller · Riu del Cubil · Riu de les Claperes · Riu de l'Estany Negre · Riu del Pla de l'Estany · Riu del Port Dret · Riu del Prat del Bosc · Riu dels Cortals · Riu dels Hortons · Riu del Sola · Riu del Solanyó · Riu de Montmantell · Riu de Padern · Riu de Pal · Riu de Serrana · Riu Muntaner · Riu Pollós · Riu Sec · Torrent de la Cauba · Torrent del Ruïder · Torrent dels Càcols · Torrent de Ribassols · Torrent Ribal · Valira del Nord